# Spartan South Midlands Football League
Spartan South Midlands Football League er en engelsk fodboldliga, der dækker Hertfordshire, den nordvestlige del af Greater London, det centrale Buckinghamshire og den sydlige del af Bedfordshire. Holdene i ligaen kan rykke op i Southern League eller Isthmian League. 
Ligaen blev oprettet i 1997, da London Spartan League og South Midlands League fusionerede. På grund af et navnesponsorat er ligaen (pr. 2013) kendt under navnet Molten Spartan South Midlands Football League.
Ligaen består af fem divisioner – tre for førstehold (Premier Division, Division One og Division Two) og to for reservehold (Reserve Division One og Reserve Division Two). Premier Division befinder sig på niveau 9 i det engelske ligasystem, hvilket varer til trin 5 i National League System. Tilsvarende hører Division One og Two hjemme på niveau 10 / trin 6 og niveau 11 / trin 7 i henholdsvis ligapyramiden og National League System. Reservedivisionerne er ikke en del af ligasystemet.

## Vindere
Den første sæson blev afviklet som en overgangsordning, hvor holdene i den fusionerede liga blev opdelt på tre niveauer, "Premier", "Senior" og "Division One". De øverste og nederste niveau var endvidere opdelt i to geografisk opdelte divisioner.
| Vindere af Spartan South Midlands Football League |                        |                        |                       |                    |                    |
| Sæson                                             | Premier Division North | Premier Division South | Senior Division       | Division One North | Division One South |
| 1997–98                                           | Brache Sparta          | Brook House            | New Bradwell St Peter | Luton Old Boys     | Old Roan           |

I 1998 blev de geografisk opdelte divisioner nedlagt og erstattet med en et-strenget struktur med tre niveauer med op- og nedrykning mellem divisionerne på de tre niveauer. I 2001 blev Senior Division og Division One omdøbt til Division One og Division Two.
| Vindere af Spartan South Midlands Football League |                    |                     |                      |
| Sæson                                             | Premier Division   | Senior Division     | Division One         |
| 1998–99                                           | Barkingside        | Holmer Green        | Bridger Packaging    |
| 1999–2000                                         | Arlesey Town       | Tring Athletic      | Dunstable Town       |
| 2000–01                                           | Beaconsfield SYCOB | Letchworth          | Pitstone & Ivinghoe  |
| Sæson                                             | Premier Division   | Division One        | Division Two         |
| 2001–02                                           | London Colney      | Greenacres          | Mursley United       |
| 2002–03                                           | Dunstable Town     | Pitstone & Ivinghoe | Buckingham Athletic  |
| 2003–04                                           | Beaconsfield SYCOB | Haywood United      | Old Dunstablians     |
| 2004–05                                           | Potters Bar Town   | Oxhey Jets          | Crawley Green Sports |
| 2005–06                                           | Oxford City        | Colney Heath        | Aston Clinton        |
| 2006–07                                           | Edgware Town       | Brimsdown Rovers    | AFC Dunstable        |
| 2007–08                                           | Beaconsfield SYCOB | Kentish Town        | Kings Langley        |
| 2008–09                                           | Biggleswade Town   | Royston Town        | The 61               |
| 2009–10                                           | Aylesbury          | Holmer Green        | Berkhamsted          |
| 2010–11                                           | Chalfont St. Peter | Berkhamsted         | Padbury United       |
| 2011–12                                           | Royston Town       | London Colney       | Aston Clinton        |